# Patricia Bostrom
Pour les articles homonymes, voir Bostrom.
Patricia Bostrom (née le 25 novembre 1951) est une joueuse de tennis américaine, professionnelle dans les années 1970.
Elle s'est essentiellement illustrée dans les épreuves de double.

## Palmarès

### Titre en simple dames
Aucun

### Finale en simple dames
Aucune

### Titre en double dames
Aucun

### Finales en double dames
| No | Date       | Nom et lieu du tournoi                        | Catégorie | Dotation  | Surface         | Vainqueures                     | Partenaire     | Score    |          |
| -- | ---------- | --------------------------------------------- | --------- | --------- | --------------- | ------------------------------- | -------------- | -------- | -------- |
| 1  | 19-03-1973 | Akron Open Akron                              |           | 25 000 $  | Moquette (int.) | Patti Hogan Sharon Walsh        | Michèle Gurdal | 7-5, 6-4 | Parcours |
| 2  | 11-04-1977 | Lionel Cup of Port Washington Port Washington |           | 20 000 $  | Moquette (int.) | Billie Jean King Renée Richards | Jane Stratton  | 6-3, 6-0 | Parcours |
| 3  | 06-12-1977 | Toyota Classic Melbourne                      |           | 75 000 $  | Gazon (ext.)    | Evonne Goolagong Betty Stöve    | Kym Ruddell    | 6-3, 6-0 | Parcours |
| 4  | 06-02-1978 | Virginia Slims of Seattle Seattle             |           | 100 000 $ | Moquette (int.) | Kerry Reid Wendy Turnbull       | Marita Redondo | 6-2, 6-3 | Parcours |

## Parcours en Grand Chelem

### En simple dames
| Année | Open d'Australie (janvier) | Open d'Australie (janvier) | Internationaux de France | Internationaux de France | Wimbledon       | Wimbledon        | US Open         | US Open         | Open d'Australie (décembre) | Open d'Australie (décembre) |
| ----- | -------------------------- | -------------------------- | ------------------------ | ------------------------ | --------------- | ---------------- | --------------- | --------------- | --------------------------- | --------------------------- |
| 1973  | -                          | -                          | 3e tour (1/8)            | Katja Ebbinghaus         | 2e tour (1/32)  | Virginia Wade    | 1er tour (1/32) | Lesley Turner   | n/a                         | n/a                         |
| 1974  | -                          | -                          | -                        | -                        | 1er tour (1/64) | Kazuko Sawamatsu | -               | -               | n/a                         | n/a                         |
| 1976  | -                          | -                          | -                        | -                        | 2e tour (1/32)  | Rosie Casals     | -               | -               | n/a                         | n/a                         |
| 1977  | 1er tour (1/16)            | Dianne Fromholtz           | -                        | -                        | 1er tour (1/64) | Lea Antonoplis   | 3e tour (1/16)  | Virginia Ruzici | 2e tour (1/8)               | Rayni Fox                   |
| 1978  | n/a                        | n/a                        | 1er tour (1/32)          | Nancy Richey             | -               | -                | 1er tour (1/64) | Tracy Austin    | 2e tour (1/8)               | Mary Sawyer                 |

À droite du résultat, l’ultime adversaire.

### En double dames
| Année | Open d'Australie (janvier) | Open d'Australie (janvier) | Internationaux de France  | Internationaux de France    | Wimbledon                     | Wimbledon                   | US Open                       | US Open                   | Open d'Australie (décembre) | Open d'Australie (décembre) |
| ----- | -------------------------- | -------------------------- | ------------------------- | --------------------------- | ----------------------------- | --------------------------- | ----------------------------- | ------------------------- | --------------------------- | --------------------------- |
| 1970  | -                          | -                          | -                         | -                           | -                             | -                           | 1er tour (1/16) Farel Footman | S. Defina K. Kemmer       | n/a                         | n/a                         |
| 1971  | -                          | -                          | -                         | -                           | -                             | -                           | 2e tour (1/8) Marcie Louie    | Patti Hogan Joyce Barclay | n/a                         | n/a                         |
| 1972  | -                          | -                          | -                         | -                           | -                             | -                           | 1er tour (1/16) Ann Lebedeff  | W. Gilchrist Sharon Walsh | n/a                         | n/a                         |
| 1973  | -                          | -                          | 1er tour (1/16) Sue Stap  | K. Fukuoka K. Sawamatsu     | 1er tour (1/32) Sandy Stap    | F. Dürr Betty Stöve         | -                             | -                         | n/a                         | n/a                         |
| 1974  | -                          | -                          | -                         | -                           | 1er tour (1/32) Wendy Overton | Julie Anthony Mona Schallau | 1/4 de finale Wendy Overton   | Rosie Casals B. J. King   | n/a                         | n/a                         |
| 1975  | -                          | -                          | -                         | -                           | -                             | -                           | 2e tour (1/8) Carrie Meyer    | M. Smith Virginia Wade    | n/a                         | n/a                         |
| 1976  | -                          | -                          | -                         | -                           | 2e tour (1/16) J. Metcalf     | Mehmedbasich Mimi Wikstedt  | 2e tour (1/16) J. Metcalf     | Kathy May Beth Norton     | n/a                         | n/a                         |
| 1977  | -                          | -                          | -                         | -                           | 3e tour (1/8) Mary Carillo    | B. Cuypers Marise Kruger    | 1/4 de finale Mary Carillo    | Lele Forood R. Giscafré   | 1/2 finale Kym Ruddell      | E. Goolagong Helen Cawley   |
| 1978  | n/a                        | n/a                        | 1/4 de finale Kym Ruddell | Lesley Turner Gail Sherriff | 3e tour (1/8) Kym Ruddell     | Sue Barker Mona Guerrant    | 2e tour (1/16) Kym Ruddell    | Tracy Austin Kathy May    | 1/4 de finale Beth Norton   | B. Nagelsen R. Tomanová     |
| 1979  | n/a                        | n/a                        | 2e tour (1/8) M. Redondo  | D. Fromholtz Marise Kruger  | 1er tour (1/32) M. Redondo    | Naoko Sato Pam Whytcross    | -                             | -                         | -                           | -                           |

Sous le résultat, la partenaire ; à droite, l’ultime équipe adverse.

### En double mixte
| Année | Open d'Australie (janvier), | Open d'Australie (janvier), | Internationaux de France  | Internationaux de France  | Wimbledon                    | Wimbledon                   | US Open                       | US Open                   | Open d'Australie (décembre), | Open d'Australie (décembre), |
| ----- | --------------------------- | --------------------------- | ------------------------- | ------------------------- | ---------------------------- | --------------------------- | ----------------------------- | ------------------------- | ---------------------------- | ---------------------------- |
| 1972  | n/a                         | n/a                         | -                         | -                         | -                            | -                           | 2e tour (1/16) D. Birchmore   | Rosie Casals Ilie Năstase | n/a                          | n/a                          |
| 1973  | n/a                         | n/a                         | -                         | -                         | 2e tour (1/32) Steve Messmer | Linky Boshoff C. Dowdeswell | 1er tour (1/16) William Lloyd | Chris Evert Jimmy Connors | n/a                          | n/a                          |
| 1974  | n/a                         | n/a                         | -                         | -                         | 2e tour (1/32) Ion Țiriac    | B. J. King Owen Davidson    | 1er tour (1/16) Steve Messmer | Peggy Michel Jasjit Singh | n/a                          | n/a                          |
| 1975  | n/a                         | n/a                         | -                         | -                         | -                            | -                           | 1er tour (1/16) A. Amritraj   | Maria Bueno Ilie Năstase  | n/a                          | n/a                          |
| 1977  | n/a                         | n/a                         | -                         | -                         | 3e tour (1/8) S. Docherty    | B. J. King Phil Dent        | 1er tour (1/16) Jim Delaney   | B. Nagelsen George Hardie | n/a                          | n/a                          |
| 1978  | n/a                         | n/a                         | 1/2 finale William Lloyd  | V. Ruzici P. Dominguez    | 1er tour (1/32) R. Drysdale  | Lesley Hunt Fred McNair     | 2e tour (1/16) William Lloyd  | B. Jordan Steve Denton    | n/a                          | n/a                          |
| 1979  | n/a                         | n/a                         | 1er tour (1/16) A. Cortes | Betty Stöve Patrice Beust | -                            | -                           | -                             | -                         | n/a                          | n/a                          |
| 1980  | n/a                         | n/a                         | -                         | -                         | 2e tour (1/16) R. Drysdale   | B. J. King Dick Stockton    | -                             | -                         | n/a                          | n/a                          |

Sous le résultat, le partenaire ; à droite, l’ultime équipe adverse.

## Parcours aux Masters

### En double dames
| # | Date       | Nom de l'édition                        | ($)     | Surface         | Résultat       | Partenaire     | Ultimes adversaires           | Score    |          |
| - | ---------- | --------------------------------------- | ------- | --------------- | -------------- | -------------- | ----------------------------- | -------- | -------- |
| 1 | 15/10/1973 | Virginia Slims Championships Boca Raton | 110 000 | Terre (ext.)    | 1er tour (1/8) | Tine Zwaan     | Jeanne Evert Kathy Kuykendall | 6-4, 6-3 | Parcours |
| 2 | 03/04/1978 | Bridgestone Doubles Salt Lake City      | 100 000 | Moquette (int.) | 1/4 de finale  | Marita Redondo | Betty Stöve Evonne Goolagong  | 6-3, 6-1 | Parcours |